# Martti Kuisma
Martti Olavi Kuisma (Espoo, 24 luglio 1970) è un ex cestista finlandese.

## Carriera
Con la Finlandia ha disputato i Campionati europei del 1995.

## Palmarès
- Campionato finlandese: 2

Helsingin NMKY: 1988-89
Espoon Honka: 2001-02